# Aniulus annectans
Aniulus annectans är en mångfotingart som först beskrevs av Chamberlin 1921.  Aniulus annectans ingår i släktet Aniulus och familjen Parajulidae. Inga underarter finns listade i Catalogue of Life.